# منجم مورونتاو
يعد منجم مورونتاو أحد أكبر مناجم الذهب في أوزبكستان والعالم. يقع المنجم في جبال مورونتاو في جنوب غرب صحراء قيزيل قوم، على أراضي منطقة تامدينيسكي في ولاية نواوي في أوزبكستان. تقدر احتياطيات المنجم بـ 71.4 مليون أونصة من الذهب.